# Lac Todos los Santos
Le lac Todos los Santos, toponyme espagnol signifiant littéralement en français « lac de tous les saints », nommé ainsi en raison de sa découverte par les explorateurs espagnols le jour de la Toussaint, est un lac du Sud du Chili, dans la province d'Osorno de la région des Lacs. Contrairement à la majorité des autres lacs de la région, celui-ci s'enfonce profondément dans la cordillère des Andes, entouré de sommets dont les volcans Osorno et Puntiagudo.
Le lac, appelé lac Esmeralda par les Amérindiens en raison de la couleur de ses eaux, est une des principales attractions touristiques de la région de Puerto Montt. Il est inclus dans le parc national Vicente Pérez Rosales. Son rivage découpé long de 125 kilomètres est généralement escarpé et bordé par des forêts tempérées humides valdiviennes.

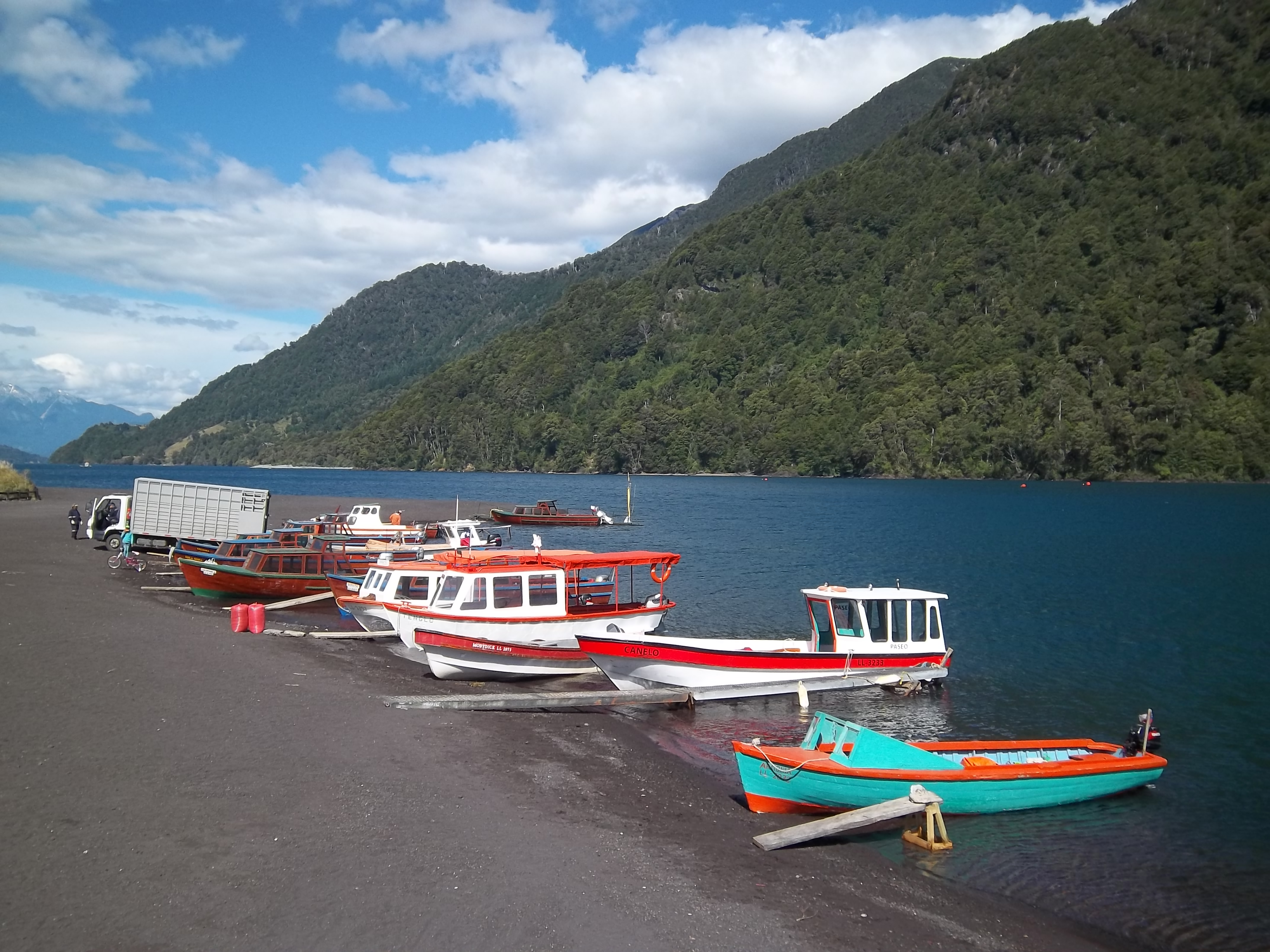
Embarcations sur le rivage.
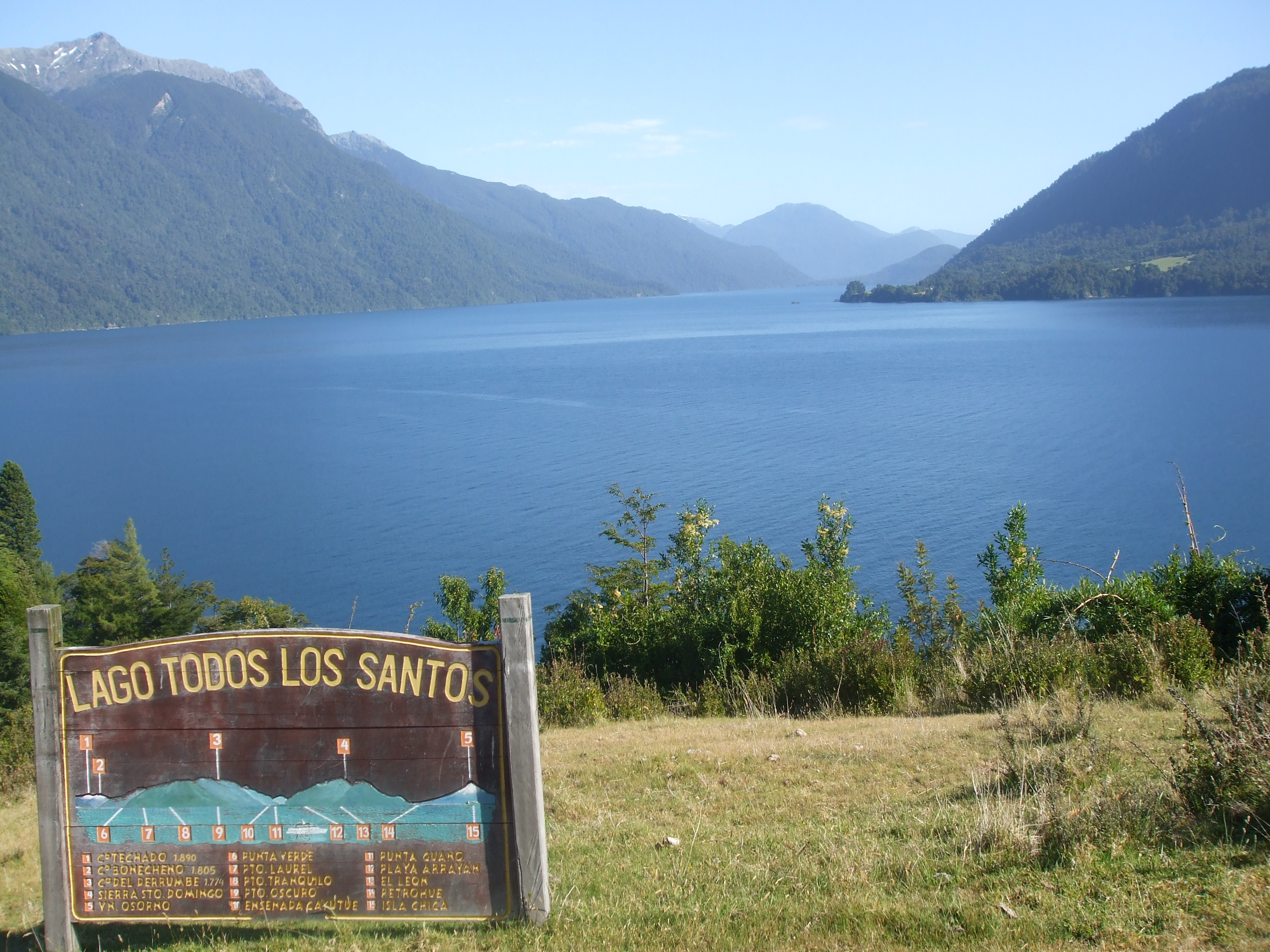
Vue du lac cerné par les forêts.